# Finn Schiander
Finn Schiander  (Oslo, 7 de maig de 1889 - Ringsaker, Hedmark, 7 de juny de 1967) va ser un regatista noruec que va competir a començaments del segle xx.
El 1920 va prendre part en els Jocs Olímpics d'Anvers, on va guanyar la medalla de plata en els 8 metres (1919 rating) del programa de vela, a bord del Lyn-2.